# 蔡智薰
蔡智薰（谚文：채지훈，朝鲜汉字：蔡智薰，1974年3月5日—），是韩国著名的男子短道速滑运动员。他是1994年冬季奥林匹克运动会500米冠军。

## 职业生涯
1994年利勒哈默尔冬奥会中，蔡智薰获得500米金牌和1000米银牌。
1998年长野冬奥会中，蔡智薰获得5000米接力银牌。

## 资料来源
- 奥林匹克数据库(英文)
- 蔡智薰-国际滑冰联盟（ISU）
- 蔡智薰-Olympedia